# Phubessawara Phetchamroen
Phubessawara Phetchamroen, genannt Joe (* 13. August 1975 in Surat Thani, Thailand) ist ein thailändischer zeitgenössischer Künstler und Maler. Er hat sich dem Expressionismus verschrieben und ist der Begründer der philosophisch-künstlerischen Ausrichtung „Post Spectrum Art“.

## Leben
Phubessawara Phetchamroen, auch unter seinem Spitznamen „Joey“ bekannt, wurde am 13. August 1975 in Surat Thani in Thailand geboren. Nach seiner Kindheit in Surat Thani machte er sich auf den Weg in die ungefähr 640 km entfernte Hauptstadt Bangkok, um die Kunstschule Thaivijitsilp und das Kunstcollege Chang Silp zu besuchen. Danach absolvierte er den Studiengang Print Making and Fine Arts an der Burapha-Universität in Bang Saen. Von 2001 bis 2004 arbeitete er als Künstler in der nördlich gelegenen Stadt Chiangmai. Nach einem kurzen Ausflug in die Film- und Werbebranche als Assistant Art Director suchte er wieder seine Freiheit als Künstler und fand sie im Süden Thailands, auf der Insel Ko Pha-ngan im Jahr 2005. Er eröffnete im Dschungel eine Bar mit dem Namen „LivingArtSpace Makkarbar“, die auch anderen Künstlern, Touristen und Einheimischen einen Raum für Kunst bieten sollte. Nach drei erfolgreichen Jahren entschied er sich, an dem nur wenige Meter entfernten Strand ein Hotel zu eröffnen, das „White Wind Resort and spa“. 2010 verschlug ihn die Liebe nach Österreich, wo er seitdem als freischaffender Künstler lebt und sich künstlerisch wie auch beruflich weiterentwickelt.